# Igreja de S.Gens
A Igreja Paroquial de S. Bartolomeu de S. Gens, é um exemplar de património religioso cuja arquitetura é pautada por elementos românicos, neoclássicos e barrocos, e que se localiza a cerca de dez minutos do centro de Fafe, na freguesia de S. Gens.

## História
Existiu na Idade Média, no local onde se ergue a Igreja de S.Gens, um Mosteiro que alguns autores afirmam ter sido Beneditino. A referência mais antiga a este mosteiro, está presente no Censual de Braga atribuído ao Bispo D. Pedro, e data do final do século XI. O Mosteiro terá sido mais tarde convertido em colegiada e foi uma das instituições mais importantes de Monte Longo (circunscrição originária do atual concelho de Fafe) no início do período medieval, embora as informações sobre o mesmo sejam escassas.
No final  do século XIV, o arcebispo D. Lourenço Vicente procurou revitalizar a Igreja e proceder à sua restauração. Mas só no início do século XVIII é que se registou a colocação dos retábulos laterais e do retábulo mor. De facto, 1774 é a data gravada na fachada lateral sul a atestar a sua reforma moderna, nomeadamente a construção do frontispício, da capela-mor e do púlpito. Ainda no século XVIII, registou-se a abertura de grandes janelões e substituição da cornija original. Depois, nos séculos XIX e XX, realizaram-se algumas alterações no templo. Já em 2005, realizou-se a sua última restauração até hoje. 

## Arquitetura
A fachada principal e a capela-mor da Igreja inscrevem-se no estilo Barroco, com o frontispício em frontão recortado, encimado por beiral, e uma composição vertical de porta de moldura recortada, encimada por um janelão, com grande concha de influência Rococó.
O seu interior apresenta-se com uma cobertura de abóbadas de berço de madeira pintada. Os retábulos laterais e mor inserem-se no Barroco nacional, com alguns elementos Neoclássicos, assim como o Retábulo das Almas.
Com exceção do portal lateral sul, pouco resta da primitiva construção românica desta Igreja, devido às alterações postas em prática no século XVIII.
Na zona exterior da Igreja, ergue-se um torreão sineiro, um campanário com três ventanas em arco quebrado, rematado por pináculos e cruz, ainda do período medieval. 